# Кертис Сигал SO3C
Кертис Сигал SO3C (енгл. Curtiss SOC Seagull) је био једномоторни извиђачки хидроавион двокрилац. Узлетао је помоћу катапулта са војних бродова и крстарица, а слетали би на море па би се дизалицама поново постављали на брод. Крила су се на броду преламала према трупу ради заузимања што мањег простора.

## Пројектовање и развој
1937. године, на предлог властитог конструктора Дона Р. Берлина предузеће Кертис је предложило Америчкој морнарици замену старог извиђачког, курирског и вишенаменског двокрилца Кертис Сигал СО1 (који се углавном користио на бојним бродовима и тешким крстарицама као хидроавион, а са земаљских база у верзији с непокретним стајним трапом) за нови једнокрилац модерније конструкције. Била је одабрана метална конструкција с једним великим централним и два мала помоћна пловка, који су се по потреби могли одмонтирати и заменити фиксним стајним трапом. За разлику од претходника СОЦ гдје су пилот и извиђач седели заједно у истој кабини, сада су код СО3 биле кабине одвојене. За погон тог средњокрилца био је одабран ваздушно хлађени V-12 мотор Ренџер V-770-6 снаге 600 Кс са двокраком елисом.
Развој и градња прототипа започели су 9. маја 1938, а већ је 6. октобра 1938. био изведен први лет. После неколико пробних летова био је утврђен низ проблема. По уклањању тих проблема и приступили су даљим тестовима који су се завршили успешно, те је после тога Америчка морнарица наручила првих 300 комада СО3Ц-1 Сигал чија је производња започела 1942. године. Била су испоручена само 141 примерка, а користили су се у школске сврхе или као беспилотне мете. Затим су за Краљевску морнарицу произведена 150 СО3Ц-2 Симју који су били опремљени куком за хватање на крају трупа ради слетања на палубе носача авиона. Од тих 150, Канадска морнарица је узела 70 комада. Након њих била су произведена 200 комада модификованих СО3Ц-2 за Америчку морнарицу који су користили електрични систем напона 24В уместо до тада 12В. После њих било је произведено 30 комада за Британску Краљевску морнарицу СО3Ц-1К Квин Симју прерађених у беспилотне мете. Последњу серију од 150 примерака олакшане верзије с јачим мотором V-770-8 добили су Америчка морнарица и Ренџери. Даља производња је била заустављена у јануару 1944. због слабих карактеристика и успеха летелице. Због тога су их и Американци и Британци користили у помоћне сврхе. Касније их је Америчка морнарица преименовала у Симју.

## Наоружање
Авион је био наоружан једним фиксним напред пуцајућим лаким митраљезом Colt-Browning калибра 7,62 mm и једним покретним тешким митраљезом калибра 12,7 mm у кабини извиђача. Под крилима су могли да носе по једну обичну бомбу или дубинску мину за лов на подморнице.